# جيفري ر. هوارد
جيفري ر. هوارد (بالإنجليزية: Jeffrey R. Howard)‏ هو قاضي ومحامي أمريكي، ولد في 5 نوفمبر 1955 في كليرمونت في الولايات المتحدة.

## وصلات خارجية
- جيفري آر. هوارد على موقع إن إن دي بي (الإنجليزية)